# Budišić
Budišić (en serbe cyrillique : Будишић) est un village de Serbie situé dans la municipalité de Mali Zvornik, district de Mačva. Au recensement de 2011, il comptait 221 habitants.

## Géographie
Comme Amajić, Budišić est situé au bord du lac de Zvornik, sur la rive droite de la Drina, à environ 7 km de Mali Zvornik. Administrativement, le village englobe les hameaux de Tezga, Plještanica, Lukići, Jevac, Dom, Gornji Budišić et Trifunovići.

## Démographie
| 1948 | 1953 | 1961 | 1971 | 1981 | 1991 | 2002 | 2011 |
| ---- | ---- | ---- | ---- | ---- | ---- | ---- | ---- |
| 306  | 481  | 346  | 308  | 328  | 278  | 249  | 221  |

|  |